# Lundakarnevalen 1986
Lundakarnevalen 1986 hölls 15-18 maj. Temat var Genialkarneval och under denna karneval slogs många rekord: 3.400 karnevalister var fler än någonsin tidigare, precis som de 210.000 åskådare som såg karnevalståget. 
1986 var också första karnevalen som hade sin egen ölburk, och det var även denna karneval som introducerade den populära papperskorgen prydd med karnevalsaffischen. Uppfinnarna till denna geniala papperskorg var Karsten Olofsson och Ola Troedsson som då arbetade på PLM. Karnevalsmelodin från 1986 är den hittills mest sjungna! Årets affisch gjordes av Lars Werstam.

## Ansvariga för Lundakarnevalen 1986
- General: Pehr Andersson
- Ekonomi: Kjell Peterson
- Expedition: Gunilla Bentzel
- Press: Per Holm
- Sexmästeri: Hans Ramberg
- Biljett: Per Ederoth
- Revy: Olof Jarlman
- Spex: Staffan Claeson
- Utställningar: Anders Edlund
- Musik: Eva Gustavsson
- Tåg: Michael Neppelberg
- Vakt & väder: Martti Niilekselä
- Idrott: Lars Ericsson
- Råd: Björn Barsby
- Cabaret: Sten Jane'r